# Ruisseau de l'Olivet
Le ruisseau de l'Olivet est une rivière du Sud de la France, affluent de la Vendinelle et sous-affluent de la Garonne.

## Géographie
De 10,3 km de longueur, il prend sa source sur la commune de Saint-Félix-Lauragais, dans la Haute-Garonne et se jette dans la Vendinelle en rive gauche sur la commune de Auriac-sur-Vendinelle.

## Départements et communes traversées
- Haute-Garonne : Saint-Félix-Lauragais, Falga, Auriac-sur-Vendinelle.